# Joseph-Alfred Lamy
Pour les articles homonymes, voir Lamy.
 (novembre 2019).
Si vous disposez d'ouvrages ou d'articles de référence ou si vous connaissez des sites web de qualité traitant du thème abordé ici, merci de compléter l'article en donnant les références utiles à sa vérifiabilité et en les liant à la section « Notes et références ».
Joseph-Alfred Lamy père (Mirecourt, 8 septembre 1850 - 1919), était un archetier français (fabricant d'archets) du début du XXe siècle. Il est né à Mirecourt, dans les Vosges, où il fut en apprentissage de 1862 à 1868. 

## Biographie
Il a travaillé de 1877 à 1885 pour François-Nicolas Voirin à Paris. Lamy a émergé d'une grande période d'archeterie et a loyalement perpétué la tradition. En 1889, il a reçu les médailles d'argent et d'or à l'exposition de Paris.
Comme François-Nicolas Voirin, Lamy-père a été influencé par Jean-Baptiste Vuillaume dont il a fréquemment employé le modèle entre 1886 et 1890. En 1880, beaucoup de fabricants commençaient à viser uniformément pour un modèle plus lourd et plus fort encore, aux degrés variables de succès.
La période mûre de Lamy a commencé vers 1889, date à laquelle il avait quarante ans. Son modèle, caractérisé par une légère augmentation de volume pour les baguettes aussi bien que pour les hausses, est devenu plus clair et a été adopté définitivement.
Lamy a repris où François-Nicolas Voirin a cessé, avec le désaccord semblable du poids et de la qualité des matériaux. Parmi ses élèves figure Eugène Sartory. Lamy (père) est considéré comme un des premiers fabricants de sa génération.
Son fils Hippolyte-Camille Lamy (1876-1944) a continué dans la tradition de son père.